# Morti nel 2017/Giugno
| Questa pagina contiene informazioni ricavate automaticamente dalle voci biografiche con l'ausilio del template Bio e di un bot. L'aggiornamento è periodico e automatico e ricostruisce completamente la pagina. Se manca una persona in questa lista, sei pregato di non aggiungerla, ma accertati piuttosto che la sua voce biografica contenga il template Bio e che i dati anagrafici siano correttamente compilati. Se il template Bio manca, inseriscilo tu stesso o, in alternativa, metti l'avviso {{tmp\|Bio}} che ne segnala la mancanza. Se i dati riportati sono sbagliati, correggi direttamente la voce biografica; le modifiche saranno visibili in questa lista entro pochi giorni. Per chiarimenti vedi il progetto biografie. La lista contiene solo le 173 persone che sono citate nell'enciclopedia e per le quali è stato implementato correttamente il template Bio. Pagina aggiornata al 10 lug 2025. |

- 1º giugno - Tankred Dorst, scrittore tedesco (n. 1925)
- 1º giugno - Rafael Egusquiza, hockeista su prato spagnolo (n. 1935)
- 1º giugno - José Greci, attrice italiana (n. 1940)
- 1º giugno - Vic Lockman, fumettista statunitense (n. 1927)
- 1º giugno - Jack McCloskey, cestista, allenatore di pallacanestro e dirigente sportivo statunitense (n. 1925)
- 1º giugno - Alois Mock, politico austriaco (n. 1934)
- 1º giugno - Charles Simmons, scrittore statunitense (n. 1924)
- 1º giugno - Sonja Sutter, attrice tedesca (n. 1931)
- 1º giugno - Rosa Taikon, orafa, attivista e attrice svedese (n. 1926)
- 1º giugno - Tom Tjaarda, designer statunitense (n. 1934)
- 2 giugno - Mihai Albu, cestista e allenatore di pallacanestro rumeno (n. 1938)
- 2 giugno - Gordy Christian, hockeista su ghiaccio statunitense (n. 1927)
- 2 giugno - Paolo De Crescenzo, pallanuotista e allenatore di pallanuoto italiano (n. 1950)
- 2 giugno - Peter Sallis, attore e doppiatore britannico (n. 1921)
- 2 giugno - Ralf Schermuly, attore e doppiatore tedesco (n. 1942)
- 2 giugno - Jeffrey Tate, direttore d'orchestra e medico britannico (n. 1943)
- 2 giugno - Carlo Turcato, schermidore italiano (n. 1921)
- 2 giugno - Sergej Vicharev, coreografo e ballerino russo (n. 1962)
- 2 giugno - Ralph Wetton, calciatore inglese (n. 1927)
- 2 giugno - Aamir Zaki, chitarrista pakistano (n. 1968)
- 3 giugno - Adriano Corrente, calciatore italiano (n. 1929)
- 3 giugno - Niels Helveg Petersen, politico danese (n. 1939)
- 3 giugno - Antonio Sessa, calciatore italiano (n. 1924)
- 4 giugno - Bill Butler, montatore britannico (n. 1933)
- 4 giugno - Juan Goytisolo, scrittore spagnolo (n. 1931)
- 4 giugno - Roger Smith, attore, produttore cinematografico e sceneggiatore statunitense (n. 1932)
- 4 giugno - James Yaffe, scrittore, sceneggiatore e insegnante statunitense (n. 1927)
- 5 giugno - Marcos Coll, calciatore e allenatore di calcio colombiano (n. 1935)
- 5 giugno - Helen Dunmore, scrittrice e poetessa inglese (n. 1952)
- 5 giugno - Giuliano Sarti, calciatore e allenatore di calcio italiano (n. 1933)
- 5 giugno - Cheik Tioté, calciatore ivoriano (n. 1986)
- 6 giugno - Osvaldo Codaro, pallanuotista, allenatore di pallanuoto e arbitro di pallanuoto argentino (n. 1930)
- 6 giugno - Giancarlo Facchinetti, compositore, pianista e direttore d'orchestra italiano (n. 1936)
- 6 giugno - François Houtart, presbitero, teologo e sociologo belga (n. 1925)
- 6 giugno - Jozef Jankovič, scultore e pittore slovacco (n. 1937)
- 6 giugno - Adnan Khashoggi, imprenditore saudita (n. 1935)
- 6 giugno - Walter Noll, matematico tedesco (n. 1925)
- 6 giugno - David Peat, fisico britannico (n. 1938)
- 6 giugno - Sandra Reemer, cantante olandese (n. 1950)
- 6 giugno - Márta Rudas, giavellottista ungherese (n. 1937)
- 6 giugno - Paul Zukofsky, violinista e insegnante statunitense (n. 1943)
- 7 giugno - Trento Longaretti, pittore italiano (n. 1916)
- 7 giugno - Françoise Mailliard, schermitrice francese (n. 1929)
- 7 giugno - Helene Stanton, attrice e cantante statunitense (n. 1925)
- 7 giugno - Thierry Zéno, regista e sceneggiatore belga (n. 1950)
- 7 giugno - Ed Victor, editore statunitense (n. 1939)
- 8 giugno - Glenne Headly, attrice statunitense (n. 1955)
- 8 giugno - Sergo K'ut'ivadze, calciatore sovietico (n. 1944)
- 8 giugno - Ndary Lô, artista senegalese (n. 1961)
- 8 giugno - Jan Notermans, calciatore e allenatore di calcio olandese (n. 1932)
- 8 giugno - Liana Nunzi, cestista italiana (n. 1934)
- 8 giugno - Oreste Orsini, violoncellista italiano (n. 1919)
- 8 giugno - Sam Panopoulos, cuoco e imprenditore greco (n. 1934)
- 8 giugno - Foteini Vlachou, storica dell'arte e docente greca (n. 1975)
- 8 giugno - Miguel d'Escoto Brockmann, presbitero, politico e diplomatico nicaraguense (n. 1933)
- 8 giugno - Valerij Čikov, regista russo (n. 1950)
- 9 giugno - Annarella, attivista e personaggio televisivo italiana (n. 1926)
- 9 giugno - Adam West, attore e doppiatore statunitense (n. 1928)
- 10 giugno - Oscar Mammì, politico italiano (n. 1926)
- 10 giugno - Mihai Nedef, cestista e allenatore di pallacanestro romeno (n. 1931)
- 11 giugno - Pasqualino Lorenzo Federici, politico italiano (n. 1941)
- 11 giugno - David Fromkin, avvocato e storico statunitense (n. 1932)
- 11 giugno - Geoffrey Rowell, vescovo anglicano e vescovo vetero-cattolico britannico (n. 1943)
- 11 giugno - Elaine Schreiber, atleta paralimpica e tennistavolista australiana (n. 1939)
- 12 giugno - Gheorghe Gușet, pesista rumeno (n. 1968)
- 12 giugno - Delio Redi, politico italiano (n. 1939)
- 12 giugno - Mario Veronesi, imprenditore e farmacista italiano (n. 1932)
- 12 giugno - Masahide Ōta, storico e politico giapponese (n. 1925)
- 13 giugno - Philip Gossett, musicologo, storico e saggista statunitense (n. 1941)
- 13 giugno - Mauro Lessi, allenatore di calcio e calciatore italiano (n. 1935)
- 13 giugno - Milka Milinković, atleta paralimpica croata (n. 1955)
- 13 giugno - Patricia Mountbatten, II contessa Mountbatten di Birmania, nobile britannica (n. 1924)
- 13 giugno - Anita Pallenberg, modella, attrice e stilista italiana (n. 1942)
- 13 giugno - Ulf Stark, scrittore e sceneggiatore svedese (n. 1944)
- 13 giugno - Rick Tuten, giocatore di football americano statunitense (n. 1965)
- 14 giugno - Dino Emanuelli, attore e autore televisivo italiano (n. 1931)
- 14 giugno - Jacques Foix, calciatore francese (n. 1930)
- 14 giugno - Rob Gonsalves, pittore canadese (n. 1959)
- 14 giugno - Anna Pellissier, sciatrice alpina italiana (n. 1927)
- 14 giugno - Gyula Teleki, calciatore e allenatore di calcio ungherese (n. 1928)
- 14 giugno - Hein Verbruggen, dirigente sportivo olandese (n. 1941)
- 15 giugno - Aleksej Vladimirovič Batalov, attore russo (n. 1928)
- 15 giugno - Jim Powell, cestista statunitense (n. 1933)
- 15 giugno - Danny Schock, hockeista su ghiaccio canadese (n. 1948)
- 16 giugno - Alan D. Altieri, scrittore, traduttore e sceneggiatore italiano (n. 1952)
- 16 giugno - John G. Avildsen, regista, montatore e direttore della fotografia statunitense (n. 1935)
- 16 giugno - Régis Boyer, storico delle religioni e linguista francese (n. 1932)
- 16 giugno - Christian Cabrol, cardiologo e politico francese (n. 1925)
- 16 giugno - Stephen Furst, attore e regista statunitense (n. 1954)
- 16 giugno - Jim French, fotografo statunitense (n. 1932)
- 16 giugno - Luciano Frosini, ciclista su strada italiano (n. 1927)
- 16 giugno - Edzai Kasinauyo, calciatore zimbabwese (n. 1975)
- 16 giugno - Helmut Kohl, politico e storico tedesco (n. 1930)
- 16 giugno - Vasco Mariz, storico, musicologo e diplomatico brasiliano (n. 1921)
- 16 giugno - Lee Maynard, scrittore e giornalista statunitense (n. 1936)
- 16 giugno - Maurice Mességué, scrittore francese (n. 1921)
- 17 giugno - Józef Grudzień, pugile polacco (n. 1939)
- 17 giugno - Baldwin Lonsdale, presbitero e politico vanuatuano (n. 1950)
- 17 giugno - Omar Monza, cestista argentino (n. 1929)
- 17 giugno - Jorge Nolasco, attore, regista teatrale e insegnante argentino (n. 1958)
- 17 giugno - Venus Ramey, modella statunitense (n. 1924)
- 17 giugno - Anneliese Uhlig, attrice e giornalista tedesca (n. 1918)
- 18 giugno - Pierluigi Chicca, schermidore e maestro di scherma italiano (n. 1937)
- 18 giugno - Robert Van Kerckhoven, calciatore belga (n. 1924)
- 18 giugno - Umberto Volpati, calciatore italiano (n. 1943)
- 19 giugno - Brian Cant, attore, conduttore televisivo e scrittore britannico (n. 1933)
- 19 giugno - Tony DiCicco, allenatore di calcio e calciatore statunitense (n. 1948)
- 19 giugno - Ivan Dias, cardinale e arcivescovo cattolico indiano (n. 1936)
- 19 giugno - Carla Fendi, imprenditrice, stilista e filantropa italiana (n. 1937)
- 19 giugno - Zoltán Sárosy, scacchista e supercentenario ungherese (n. 1906)
- 19 giugno - Giuseppe Tavormina, generale italiano (n. 1929)
- 19 giugno - Annikki Tähti, cantante e attrice finlandese (n. 1929)
- 19 giugno - Otto Warmbier, statunitense (n. 1994)
- 20 giugno - Mervyn Crossman, hockeista su prato australiano (n. 1935)
- 20 giugno - Frode Larsen, calciatore norvegese (n. 1949)
- 20 giugno - Sergej Myl'nikov, hockeista su ghiaccio sovietico (n. 1958)
- 20 giugno - Prodigy, rapper statunitense (n. 1974)
- 20 giugno - Americo Sbardella, critico cinematografico italiano (n. 1937)
- 21 giugno - Vicky Berner, tennista canadese (n. 1945)
- 21 giugno - Tomasz Gnat, vescovo vetero-cattolico polacco (n. 1936)
- 21 giugno - Félix Mourinho, allenatore di calcio e calciatore portoghese (n. 1938)
- 21 giugno - Mario Russo, dirigente sportivo, allenatore di calcio e calciatore italiano (n. 1948)
- 21 giugno - Raymond Smith, calciatore inglese (n. 1929)
- 21 giugno - Giuseppe Tamburrano, storico, giornalista e politico italiano (n. 1929)
- 21 giugno - Steffi Walter, slittinista tedesca orientale (n. 1962)
- 22 giugno - Paul De Rolf, attore e ballerino statunitense (n. 1942)
- 22 giugno - Piero Fabiani, politico italiano (n. 1919)
- 22 giugno - Quett Masire, politico botswano (n. 1925)
- 22 giugno - Mao Kobayashi, attrice e conduttrice televisiva giapponese (n. 1982)
- 22 giugno - Attilio Lolini, poeta e giornalista italiano (n. 1937)
- 22 giugno - Hartmut Neugebauer, doppiatore, attore e conduttore radiofonico tedesco (n. 1942)
- 22 giugno - John Raphael Quinn, arcivescovo cattolico statunitense (n. 1929)
- 22 giugno - Stewart Wieck, autore di giochi statunitense (n. 1968)
- 23 giugno - John S. Conway, storico inglese (n. 1929)
- 23 giugno - Tonnie van der Linden, calciatore olandese (n. 1932)
- 23 giugno - Stefano Rodotà, giurista e politico italiano (n. 1933)
- 23 giugno - Armando Sciascia, violinista, arrangiatore e direttore d'orchestra italiano (n. 1920)
- 23 giugno - Mr. Pogo, wrestler giapponese (n. 1951)
- 23 giugno - Simonetta Zauli, conduttrice radiofonica e conduttrice televisiva italiana (n. 1959)
- 24 giugno - Santo Barbato, calciatore e allenatore di calcio italiano (n. 1937)
- 24 giugno - Nisse Nilsson, hockeista su ghiaccio svedese (n. 1936)
- 25 giugno - Mido Bimbi, calciatore e allenatore di calcio italiano (n. 1924)
- 25 giugno - Elsa Daniel, attrice argentina (n. 1936)
- 25 giugno - Skip Homeier, attore statunitense (n. 1930)
- 25 giugno - Denis McQuail, sociologo britannico (n. 1935)
- 25 giugno - Włodzimierz Wójcicki, schermidore polacco (n. 1933)
- 26 giugno - Isaías Pimentel, tennista venezuelano (n. 1933)
- 26 giugno - Felice Riva, imprenditore e dirigente sportivo italiano (n. 1935)
- 26 giugno - Habib Thiam, politico senegalese (n. 1933)
- 26 giugno - Guillermo Velásquez Ramírez, arbitro di calcio colombiano (n. 1934)
- 27 giugno - Geri Allen, pianista e compositrice statunitense (n. 1957)
- 27 giugno - Germano Barale, ciclista su strada italiano (n. 1936)
- 27 giugno - Peter Ludwig Berger, sociologo e teologo austriaco (n. 1929)
- 27 giugno - Michael Bond, scrittore inglese (n. 1926)
- 27 giugno - Paolo Limiti, paroliere, conduttore televisivo e autore televisivo italiano (n. 1940)
- 27 giugno - Michael Nyqvist, attore svedese (n. 1960)
- 27 giugno - Stéphane Paille, calciatore e allenatore di calcio francese (n. 1965)
- 27 giugno - Luigi Pedrazzi, politologo e giornalista italiano (n. 1927)
- 27 giugno - Suh Yun-bok, maratoneta sudcoreano (n. 1923)
- 27 giugno - Mustafa Tlass, generale e politico siriano (n. 1932)
- 28 giugno - Phil Cohran, trombettista e polistrumentista statunitense (n. 1927)
- 28 giugno - Ettore Masina, giornalista, scrittore e politico italiano (n. 1928)
- 29 giugno - Eudoro Fanti, politico italiano (n. 1926)
- 29 giugno - John Monckton, nuotatore australiano (n. 1938)
- 29 giugno - Marrion Roe, nuotatrice neozelandese (n. 1935)
- 30 giugno - Pietro Camozzi, calciatore e allenatore di calcio italiano (n. 1940)
- 30 giugno - Robert J. Chassell, informatico statunitense (n. 1946)
- 30 giugno - Darrall Imhoff, cestista statunitense (n. 1938)
- 30 giugno - László Kovács, calciatore ungherese (n. 1951)
- 30 giugno - Gianna Sammarco, attrice italiana (n. 1924)
- 30 giugno - Achille Tramarin, politico italiano (n. 1946)
- 30 giugno - Simone Veil, magistrata |Attività2 = politica francese (n. 1927)
- 30 giugno - Víctor Zalazar, pugile argentino (n. 1933)